# Robert Solovay
Robert Martin Solovay, né le 15 décembre 1938 à Brooklyn (New York), est un mathématicien américain qui a travaillé en théorie des ensembles.

## Biographie
Solovay a obtenu son doctorat de l'université de Chicago en 1964 sous la direction de Saunders Mac Lane. Sa thèse s'intitulait A Functorial Form of the Differentiable Riemann-Roch Theorem (Une forme fonctorielle du théorème de Riemann-Roch différentiel). Parmi ses étudiants les plus notables, on compte W. Hugh Woodin et Matthew Foreman.
Il a passé de nombreuses années en tant que professeur à l'université de Californie à Berkeley. Parmi ses travaux les plus importants, on trouve celui de montrer que (sous l'hypothèse de l'existence d'un cardinal inaccessible) la mesurabilité (au sens de Lebesgue) de toutes les parties de R est consistante avec la théorie de Zermelo Fraenkel sans l'axiome du choix, ainsi que d'isoler la notion de 0# (en).
Solovay a également obtenu des résultats en dehors de la théorie des ensembles ; avec Volker Strassen, il a développé le test de primalité de Solovay-Strassen qui est utilisé pour vérifier la primalité de grands entiers naturels avec une grande probabilité, celui-ci a d'importantes ramifications dans l'histoire de la cryptographie. Solovay a un nombre d'Erdős égal à 2.

## Quelques publications
- Robert M. Solovay, « A model of set-theory in which every set of reals is Lebesgue measurable », dans Annals of Mathematics. Second Series, vol. 92 (1970), pages 1-56.
- Robert M. Solovay, « A nonconstructible Δ13 set of integers », dans Transactions of the American Mathematical Society, vol. 127 (1967), pages 50-75.
- Robert M. Solovay, Volker Strassen, « A fast Monte-Carlo test for primality », dans SIAM Journal on Computing, vol. 6 (1977), pages 84-85.